# Гамильтон Спектэйтор Трофи
Гамильтон Спектэтор Трофи (англ. Hamilton Spectator Trophy) — приз, вручаемый победителю регулярного сезона Хоккейной лиги Онтарио (OHL). Учреждён газетой «Гамильтон Спектэтор» в сезоне 1957/58.

## Победители
- 2023-24 — Лондон Найтс
- 2022-23 — Оттава Сиксти Севенс
- 2021-22 — Гамильтон Булдогс
- 2020-21 — Сезон был отменён из-за пандемии коронавируса
- 2019-20 — Оттава Сиксти Севенс
- 2018-19 — Оттава Сиксти Севенс
- 2017-18 — Су-Сент-Мари Грейхаундз
- 2016-17 — Эри Оттерз
- 2015-16 — Эри Оттерз
- 2014-15 — Су-Сент-Мари Грейхаундз
- 2013-14 — Гелф Шторм
- 2012-13 — Лондон Найтс
- 2011-12 — Лондон Найтс
- 2010-11 — Миссиссога Сент-Майклс Мэйджорс
- 2009-10 — Барри Кольтс
- 2008-09 — Уинсор Спитфайрз
- 2007-08 — Китченер Рейнджерс
- 2006-07 — Лондон Найтс
- 2005-06 — Лондон Найтс
- 2004-05 — Лондон Найтс
- 2003-04 — Лондон Найтс
- 2002-03 — Китченер Рейнджерс
- 2001-02 — Плимут Уэйлерз
- 2000-01 — Эри Оттерз
- 1999-00 — Плимут Уэйлерз
- 1998-99 — Плимут Уэйлерз
- 1997-98 — Гелф Шторм
- 1996-97 — Оттава Сиксти Севенс
- 1995-96 — Гелф Шторм
- 1994-95 — Гелф Шторм
- 1993-94 — Норт-Бей Центенниалз
- 1992-93 — Питерборо Питс
- 1991-92 — Питерборо Питс
- 1990-91 — Ошава Дженералз
- 1989-90 — Ошава Дженералз
- 1988-89 — Китченер Рейнджерс
- 1987-88 — Уинсор Компьюуэйр Спитфайрз
- 1986-87 — Ошава Дженералз
- 1985-86 — Питерборо Питс
- 1984-85 — Су-Сент-Мари Грейхаундз
- 1983-84 — Китченер Рейнджерс
- 1982-83 — Су-Сент-Мари Грейхаундз
- 1981-82 — Оттава Сиксти Севенс
- 1980-81 — Су-Сент-Мари Грейхаундз
- 1979-80 — Питерборо Питс
- 1978-79 — Питерборо Питс
- 1977-78 — Оттава Сиксти Севенс
- 1976-77 — Сент-Катаринс Финкапс
- 1975-76 — Садбери Вулвз
- 1974-75 — Торонто Мальборос
- 1973-74 — Китченер Рейнджерс
- 1972-73 — Торонто Мальборос
- 1971-72 — Торонто Мальборос
- 1970-71 — Питерборо Ти-Пи-Ти Питс
- 1969-70 — Монреаль Джуниор Канадиенс
- 1968-69 — Монреаль Джуниор Канадиенс
- 1967-68 — Китченер Рейнджерс
- 1966-67 — Китченер Рейнджерс
- 1965-66 — Питерборо Ти-Пи-Ти Питс
- 1964-65 — Ниагара-Фолс Флайерз
- 1963-64 — Торонто Мальборос
- 1962-63 — Ниагара-Фолс Флайерз
- 1961-62 — Монреаль Джуниор Канадиенс
- 1960-61 — Гелф Ройалз
- 1959-60 — Торонто Мальборос
- 1958-59 — Сент-Катаринс Типис
- 1957-58 — Сент-Катаринс Типис

### Победители до 1958 года
Список команд, которые выигрывали регулярный сезон прежде, чем трофей был создан.
- 1956-57 — Гелф Билтмур Мэд Хэттерз
- 1955-56 — Сент-Катаринс Типис
- 1954-55 — Сент-Катаринс Типис
- 1953-54 — Сент-Катаринс Типис
- 1952-53 — Барри Флайерз
- 1951-52 — Торонто Мальборос
- 1950-51 — Барри Флайерз
- 1949-50 — Торонто Мальборос
- 1948-49 — Уинсор Спитфайрз
- 1947-48 — Уинсор Спитфайрз
- 1946-47 — Торонто Сент-Майклз Мэйджорс
- 1945-46 — Торонто Сент-Майклз Мэйджорс
- 1944-45 — Торонто Сент-Майклз Мэйджорс
- 1943-44 — Ошава Дженералз
- 1942-43 — Ошава Дженералз
- 1941-42 — Брантфорд Лайонс
- 1940-41 — Торонто Мальборос
- 1939-40 — Ошава Дженералз
- 1938-39 — Ошава Дженералз
- 1937-38 — Торонто Мальборос

Результаты до 1937 г. в настоящее время недоступны